# Usersatet

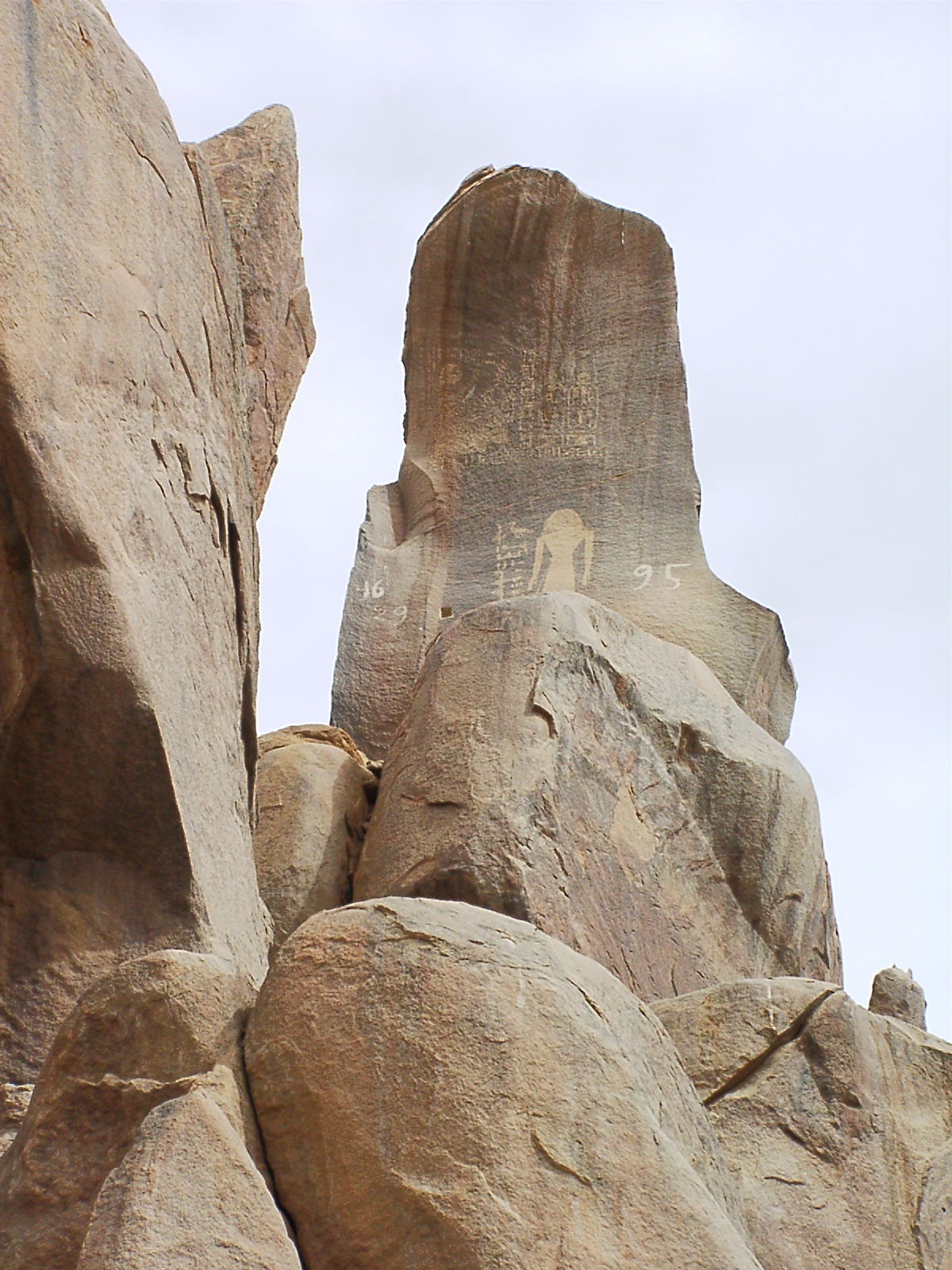
Felsinschrift auf der Insel Sehel mit Bild und Titel des Usersatet

Usersatet war der Königssohn von Kusch unter dem altägyptischen König Amenophis II. Der Königssohn von Kusch war einer der höchsten Beamten im altägyptischen Staat. Er verwaltete die nubischen Provinzen. 
Usersatet war der Sohn des Siamun und der Nenwenhermenetes, von denen nichts weiter bekannt ist. Siamun trug den Titel zab, der aber keine bestimmte Funktion anzeigt und oft in Filiationen von Vätern getragen wurde. Der Name Usersatet mag andeuten, dass er aus der Region um Elephantine stammt, da dort die Göttin Satet verehrt wurde. Usersatet bedeutet Satet ist stark. 
Usersatet ist von zahlreichen Denkmälern her bekannt. Eine Stele aus Semna trägt das Jahr 23 des Herrschers. Diese Stele enthält die Kopie eines königlichen Briefes und warnt Usersatet, dass er sich vor Untergebenen, vor allem vor ausländischen Frauen, in Acht nehmen solle. Diese Frauen scheint er als Beute aus Syrien mitgebracht zu haben und deutet darauf hin, dass Usersatet den Herrscher auf seinen Syrienfeldzügen begleitet hatte. Der Brief soll eigenhändig vom König verfasst worden sein. Aus anderen Quellen erfährt man, dass Usersatet beauftragt war, bei Assuan Kanäle zu reinigen. Ein bedeutendes Bauwerk des Usersatet ist eine Kapelle bei Qasr Ibrim. Sie ist zu Ehren von Amenophis II. errichtet worden, trägt aber Usersatets Namen am Eingang und ist demnach mit Sicherheit von ihm erbaut worden. Auf zahlreichen Monumenten sind der Name und der Titel des Usersatet ausgemerzt. Dies deutet darauf hin, dass er an einem bestimmten Punkt in seiner Karriere in Ungnade fiel. Im Wadi el Hudi fand sich eine Stele des Usersatet. Er ist auf ihr vor den Göttinnen Satis und Hathor dargestellt.
Usersatets Grab ist nicht bekannt, doch wird es in Theben vermutet. 